# 3969-es busz
A 3969-es jelzésű autóbuszvonal egy Tiszaújváros és Igrici között közlekedő helyközi járat, amelyet a Volánbusz Zrt. üzemeltet Hejőbába és Hejőszalonta érintésével.

## Útvonala
Tiszaújváros autóbusz-állomásról indul. Először a járatok a Tesco áruházat érintik, majd a járásközpontot Sajóörös felé hagyják el. A község keresztezése után Sajószögedet éri el. Kis ideig a 35-ös főúton közlekedik, majd a hejőbábai elágazásban a településre robog. Északnyugati részén hagyja el azt, következő falu Szakáld, majd a szomszédos Hejőszalonta jön. A 3307-es mellékúton Mezőcsát felé hajt, érinti Hejőpapi határát. Az igrici elágazás 3 kilométerre található, majd 3 percnyire Igrici községházája, a vonal végállomása.
Ellentétes irányban útvonala változatlan.

## Közlekedése
Indításszáma alacsony, nagyobb arányban közlekedik hétvégén, mint hétköznap. Stabilan mindennap indul 1 pár járat.
| Útvonala                              | Indításszáma    | Közlekedése                          |
| ------------------------------------- | --------------- | ------------------------------------ |
| Tiszaújváros, aut. áll. – Igrici, kh. | 1 oda           | tanszünetben munkanapokon + hétvégén |
| Tiszaújváros, aut. áll. – Igrici, kh. | 1 oda, 2 vissza | hétvégén                             |
| Tiszaújváros, aut. áll. – Igrici, kh. | 1 pár           | naponta                              |

## Megállóhelyei
| 0  | Tiszaújváros, autóbusz-állomás végállomás | 0.0 km  | 1, 1A, 2, 3 1055, 1374, 1426, 1427, 1428 3731, 3733, 3737, 3739, 3744, 3745, 3752, 3952, 3960, 3963, 3965, 3966, 3967, 3968, 3970, 3971, 3974, 3975, 4008, 4009, 4240, 4241, 4484 |
| 1  | Tiszaújváros, Tesco                       | 0.9 km  | 2, 3 3734, 3737, 3739, 3744, 3745, 3752, 3966, 3967, 3968, 3970, 3971 |
| 2  | Sajóörös, autóbusz-váróterem              | 3.7 km  | 3734, 3739, 3752, 3968, 3970 |
| 3  | Sajóörös, Fő út 6.                        | 4.2 km  | 3734, 3739, 3752, 3968, 3970 |
| 4  | Sajóörös, újtelep                         | 4.8 km  | 3734, 3739, 3752, 3968, 3970 |
| 5  | Sajószöged, újtelep                       | 5.9 km  | 3734, 3739, 3752, 3968, 3970 |
| 6  | Sajószöged, gyógyszertár                  | 6.4 km  | 3734, 3739, 3752, 3968, 3970 |
| 7  | Sajószöged, községháza                    | 6.6 km  | 1369, 1370, 1372, 1426, 1427, 1428 3734, 3737, 3739, 3744, 3745, 3752, 3966, 3967, 3968, 3970, 3971, 4009                                                                         |
| 8  | Sajószöged, hejőbábai elágazás            | 7.5 km  | 1370 3734, 3737, 3739, 3744, 3745, 3752, 3966, 3967, 3968, 3971, 4009 |
| 9  | Sajószöged, erőmű                         | 8.2 km  | 3966, 3967, 3968 |
| 10 | Hejőbába, Fő utca 131.                    | 11.8 km | 3966, 3967, 3968 |
| 11 | Hejőbába, sajószögedi elágazás            | 12.5 km | 3741, 3742, 3966, 3967, 3968 |
| 12 | Szakáld, lakótelep                        | 16.1 km | 3741, 3742, 3967 |
| 13 | Szakáld, bolt                             | 17.2 km | 3741, 3742, 3967 |
| 14 | Szakáld, felső                            | 17.7 km | 3741, 3742, 3967 |
| 15 | Hejőszalonta, kerámiaüzem                 | 19.2 km | 3741, 3742, 3967 |
| 16 | Hejőszalonta, Kossuth utca 76.            | 20.2 km | 3741, 3742, 3967 |
| 17 | Hejőszalonta, sportpálya                  | 20.5 km | 3741, 3742, 3967 |
| 18 | Hejőszalonta bejárati út                  | 20.9 km | 3741, 3742, 3743, 3967, 4009 |
| 19 | Szakáldi elágazás                         | 21.6 km | 3741, 3743, 3967, 4009 |
| 20 | Hejőpapi elágazás                         | 26.5 km | 3741, 3743, 3967, 3968, 4009 |
| 21 | Igrici elágazás                           | 29.8 km | 3741, 3743, 3966, 3967, 3968, 4009 |
| 22 | Igrici, Kossuth utca 6.                   | 31.0 km | 3741, 3743, 3966, 3967, 3968 |
| 23 | Igrici, községháza végállomás             | 31.7 km | 3741, 3743, 3966, 3967 |